# Кирил Сакскобургготски
Кирил Сакскобургготски или Кирил Преславски (на испански: Kyril de Sajonia-Coburgo, Kyril de Bulgaria; на английски: Kyril Saxe-Coburg) е български княз и испано-британски финансист и икономист, втори син на последния български цар (1943 – 1946) и министър-председател на България (2001 – 2005) Симеон II и на царица Маргарита.
Официалното му монархическо название е „Негово Царско Височество Кирил, Княз Преславски и Херцог Саксонски".

## Биография
Роден е на 11 юли 1964 г. в Мадрид. Учи във Френския лицей в родния си град. Завършва теоретична и квантова физика в Принстънския университет. Специализира финанси, живее и работи в Ню Йорк и Лондон (1991 – 2001) като банков експерт в централите на финансова къща „Лемън Брадърс“ (Lehman Brothers). От 1997 г. работи като икономист в лондонския хедж фонд „Джи Ел Джи Партнърс" (GLG Partners), директор е на отдел за разпределение на инвестициите (от януари 2001 г.). Създава „Bulgarian City Club“ (българския клуб в Лондонското сити). Съветник на българския президент Петър Стоянов по макроикономика (1997 – 2001).

## Семейство
На 15 септември 1989 г. в Палма де Майорка се жени за Росарио Надал и Фустер-Пуигдорфила, дъщеря на испанския индустриалец Мигел Надал. Кумува им настоящият крал на Испания Фелипе VI. Имат две дъщери и син – княгиня Мафалда-Сесилия (р. 27 юли 1994 г.), княгиня Олимпия (р. 14 декември 1995 г.) и княз Тасило (р. 20 януари 2002 г.).
В началото на 2012 година Кирил Преславски и Росарио Надал се разделят.